# Partouche Poker Tour
Die Partouche Poker Tour, kurz PPT, war eine Pokerturnierserie, die von 2008 bis 2012 von Frankreichs führendem Casino-Betreiber Groupe Partouche veranstaltet wurde. Eine geplante Neuauflage im Jahr 2020 wurde aufgrund der COVID-19-Pandemie verschoben.

## Geschichte
Anfangs nur einmal jährlich im Herbst ausgespielt, wurde die Partouche Poker Tour ab der 2011 gestarteten vierten Saison über das Jahr verteilt an je acht Standorten veranstaltet. Highlight einer Staffel blieb das 8500 Euro teure Abschlussevent im Palm Beach Casino in Cannes, bei dem der Sieger jeweils ein Preisgeld von mindestens einer Million Euro erhielt. Dieses Turniers wurde ab 2010 mit Erreichen des Finaltischs unterbrochen und erst im November desselben Jahres zu Ende gespielt. Der Deutsch-Türke Ali Tekintamgaç wurde 2010 vor dem Start des Finaltischs disqualifiziert, da ihn die Organisatoren mithilfe von Kameraaufzeichnungen des Betrugs überführt hatten. Ein Komplize von ihm, der sich als Blogger ausgab, spähte während des Spiels die Handkarten seiner Gegner aus und signalisierte sie dann über Handzeichen an Tekintamgaç. Für das Saisonfinale der fünften Staffel Anfang September 2012 hatten die Veranstalter einen garantierten Preispool von 5 Millionen Euro angekündigt, den die 573 Teilnehmer um mehr als 700.000 Euro untertrafen. Anschließend ruderte die Groupe Partouche zurück und behauptete, diese Summe nie garantiert zu haben, was durch im Google-Cache gespeicherte Banner widerlegt werden konnte. Letztlich wurde die Garantie von 5 Millionen Euro ausbezahlt und das Ende der Turnierserie verkündet.
Im Oktober 2019 wurde die Rückkehr der PPT für den Zeitraum vom 31. August bis 6. September 2020 angekündigt, sie konnte aufgrund der COVID-19-Pandemie jedoch nicht realisiert werden und liegt seitdem auf Eis.

## Main Events

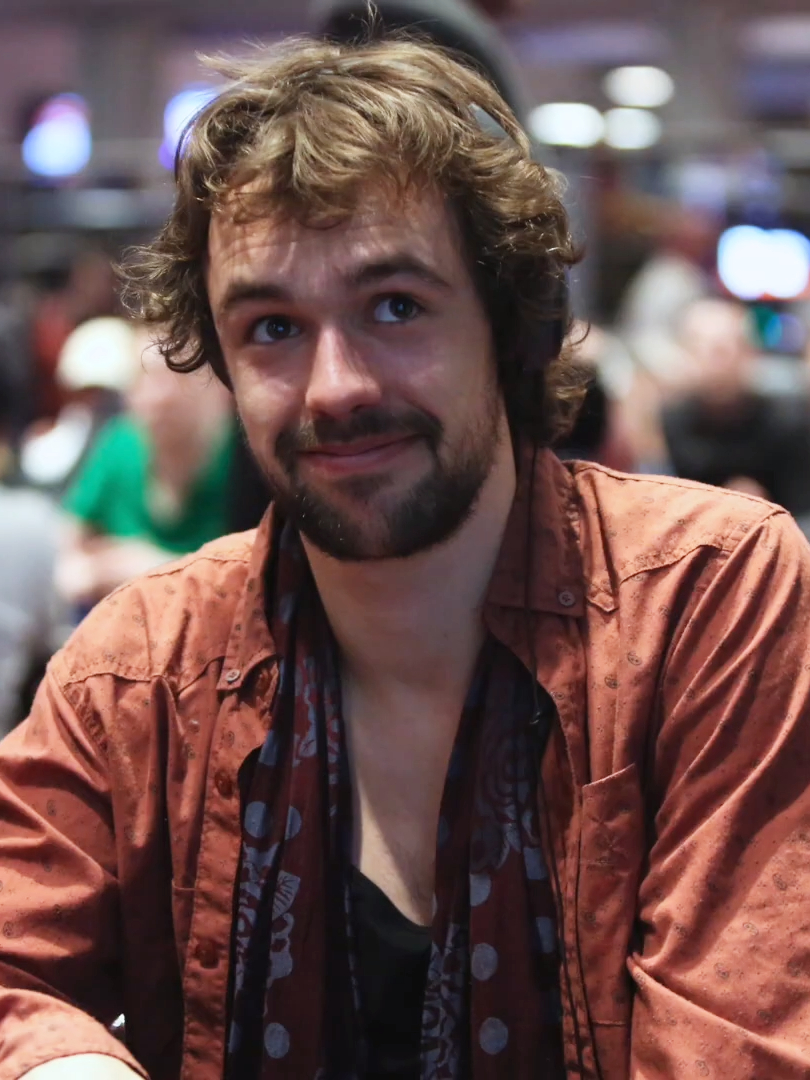
Ole Schemion gewann die letzte Austragung der PPT

| Saison | Beginn        | Stadt                | Buy-in (in €) | Teilnehmer | Sieger                | Herkunft               | Preisgeld (in €) | Quelle |
| ------ | ------------- | -------------------- | ------------- | ---------- | --------------------- | ---------------------- | ---------------- | ------ |
| 1      | 3. Sep. 2008  | Cannes               | 8500          | 480        | Alain Roy             | Frankreich             | 1.000.000        |        |
| 2      | 31. Aug. 2009 | Cannes               | 8500          | 502        | Jean-Paul Pasqualini  | Frankreich             | 1.000.000        |        |
| 3      | 2. Sep. 2010  | Cannes               | 8500          | 764        | Vanessa Selbst        | Vereinigte Staaten     | 1.300.000        |        |
| 4      | 4. Feb. 2011  | Saint-Amand-les-Eaux | 0500          | 340        | Jérôme Naye           | Frankreich             | 0.019.815        |        |
| 4      | 27. Feb. 2011 | Aix-en-Provence      | 0500          | 127        | Paul Ribaud           | Frankreich             | 0.020.079        |        |
| 4      | 4. März 2011  | Lyon                 | 0500          | 500        | Raphael Kohn          | Frankreich             | 0.035.130        |        |
| 4      | 17. Apr. 2011 | Nizza                | 0500          | 119        | Nagib Raji            | Frankreich             | 0.011.443        |        |
| 4      | 27. Mai 2011  | Forges-les-Eaux      | 0500          | 308        | Yoann Chopin          | Frankreich             | 0.031.271        |        |
| 4      | 10. Juni 2011 | Saint-Amand-les-Eaux | 0500          | 302        | Raphael Kroll         | Frankreich             | 0.028.908        |        |
| 4      | 8. Juli 2011  | Aix-en-Provence      | 0500          | 500        | Francis Dubois        | Frankreich             | 0.033.000        |        |
| 4      | 12. Sep. 2011 | Cannes               | 8500          | 579        | Sam Trickett          | Vereinigtes Konigreich | 1.000.000        |        |
| 5      | 10. Feb. 2012 | Lyon                 | 0500          | 480        | Offir Salomon         | Israel                 | 0.050.000        |        |
| 5      | 9. März 2012  | Lyon                 | 0500          | 293        | Jimmy Gillot          | Frankreich             | 0.030.000        |        |
| 5      | 30. März 2012 | Saint-Amand-les-Eaux | 0500          | 480        | Sebastien Guidez      | Frankreich             | 0.050.000        |        |
| 5      | 22. Apr. 2012 | Nizza                | 0500          | 067        | Jean Ploch            | Frankreich             | 0.011.034        |        |
| 5      | 27. Apr. 2012 | Cannes               | 0500          | 436        | Roland van Morckhoven | Belgien                | 0.040.000        |        |
| 5      | 22. Juni 2012 | Chaudfontaine        | 0500          | 452        | Mathieu Jamar         | Belgien                | 0.042.780        |        |
| 5      | 13. Juli 2012 | Aix-en-Provence      | 0500          | 672        | Cyrille Thibeau       | Frankreich             | 0.065.000        |        |
| 5      | 3. Sep. 2012  | Cannes               | 8500          | 573        | Ole Schemion          | Deutschland            | 1.172.850        |        |